# Коберський Людвіг Вацлавович
Лю́двіг Ва́цлавович Кобе́рський (пол. Ludwik Kobierski, нар. 14 квітня 1950, Полонне, СРСР — пом. 10 квітня 2014, Львів, Україна) — радянський та український військовик польського походження, генерал-лейтенант, заступник командуючого Західного оперативного командування з виховної роботи.

## Життєпис
Людвіг Коберський народився у Полонному в родині поляків, що походили з Хмельниччини. У 1973 році закінчив історичний факультет Чернівецького державного університету, а роком раніше військову кафедру за спеціальністю «командир взводу дивізійної артилерії». По закінченню навчання написав рапорт з проханням зарахувати його до лав Радянської армії. Навчався у військовій академії в Москві. Пройшов шлях від командира взводу до заступника командувача Західного оперативного командування з виховної роботи, обов'язки якого виконував протягом дев'яти років. У серпні 1997 року отримав військове звання «генерал-майора». Активно працював у напрямку підвищення духовності особового складу, був ініціатором паломництва військовиків до святих місць у Ватикані та зустрічі з Папою Римським Іваном Павлом II. Приклав руку до розробки та створення заохочувальних відзнак ЗахОК. Вийшов у відставку в званні «генерал-лейтенанта», після чого викладав на кафедрі морально-психологічного забезпечення Академії сухопутних військ у Львові та очолював ТОВ «Бельведер Леополіс».
Коберський завжди підкреслював своє польське походження, багато робив для розвитку польської культури, активно працював над створенням Польського дому у Львові. Був одним з ініціаторів створення Українсько-польського миротворчого батальйону. Генерал Коберський був експертом з історії Війська Польського, брав участь у численних міжнародних конференціях.
Помер 10 квітня 2014 року. Похований на  Янівському кладовищі.

## Нагороди
- Медаль «За військову службу Україні» (19 серпня 1998) — за зразкове виконання військового обов'язку, досягнення високих показників у бойовій і професійній підготовці та з нагоди 7-ї річниці незалежності України[7]

## Вибрана бібліографія
- Бойко О.В., Коберський Л.В., Кожевніков В.М., Романишин А.М., Скрипник С.В. Військова педагогіка у професійній діяльності офіцера і сержанта. Ч. 1: Загальні основи педагогіки та військова дидактика. — Львів : Акад. сухопут. військ, 2012. — 447 с. — ISBN 978-966-2699-09-8.
- Бойко О.В., Коберський Л.В., Кожевніков В.М., Романишин А.М., Скрипник С.В. Військова педагогіка у професійній діяльності офіцера і сержанта. Ч. 2: Методика та системи виховання військовослужбовців. — Львів : Акад. сухопут. військ, 2012. — 369 с. — ISBN 978-966-2699-10-4.
- Українсько-польський батальйон. Історія і сучасність [Текст] : нарис / О. Т. Деркач, Л. В. Коберський. - Л. : Плай, 2001. - 128 с.: фото. - Бібліогр.: с. 119-126. - ISBN 966-7313-02-6
- Замана В.М., Воробйов Г.П., Ткачук П.П., Муженко В.М., Коберський Л.В. Організація психологічної підготовки особового складу підрозділів сухопутних військ : навч.-метод. посіб. — Львів : Акад. сухопут. військ, 2012. — 403 с. — ISBN 978-966-2699-08-1.